# جنادب ورقية
جنادب ورقية (الاسم العلمي: Chorotypidae)، فصيلة جنادب آسيوية استوائية من رتبة مستقيمات الأجنحة.